# Новодмитровский сельский совет (Генический район)
Новодмитровский сельский совет (укр. Новодмитрівська сільська рада) — входит в состав
Генического района
Херсонской области
Украины.
Административный центр сельского совета находится в 
с. Новодмитровка
.

## История
- 1923 — дата образования.

## Населённые пункты совета
- с. Новодмитровка
- с. Веснянка
- с. Люблинка